# メインストリートをつっ走れ
「メインストリートをつっ走れ」（メインストリートをつっぱしれ）は、鈴木康博 · 大間仁世 · 安部光俊作詞、鈴木康博作曲によるオフコースの曲。1982年6月10日発売のシングル『YES-YES-YES』のカップリング曲。

## 解説
「メインストリートをつっ走れ」は、1981年12月1日発売のアルバム『over』からのシングルカットで、アルバム収録のものと同内容。1982年リリースのアルバム『I LOVE YOU』からの先行シングルとして「YES-YES-YES / メインストリートをつっ走れ」のリリースに際し、カップリングに収録された。この曲は後に鈴木がアルバム『BeSide』にてセルフ・カヴァーしている。なお、曲タイトルは、2012年4月からスタートした、鈴木がパーソナリティを務めるラジオ番組のタイトルに「鈴木康博 メインストリートをつっ走れ!」として使われた。
本楽曲の中の一節「友よ おまえが 俺と同じ男なら / 走れ Run on Main Street / 長い長い冬に耐えてゆけ」について、後にドキュメンタリー番組「若い広場 オフコースの世界」の番組ディレクター（当時）小谷秀穂は以下のように回想している。
この曲の歌入れは、アメリカでのミックス・ダウンのために出発する1981年10月26日の前日、25日15時から翌26日8時まで行われた。